# Indigofera podophylla
Indigofera podophylla är en ärtväxtart som beskrevs av William Henry Harvey. Indigofera podophylla ingår i släktet indigosläktet, och familjen ärtväxter. Inga underarter finns listade i Catalogue of Life.